# Teodosi Diaca
Teodosi Diaca (Theodosius Diaconus, Θεὸδοσιος) fou un historiador romà d'Orient que va viure vers el segle x.
Fou l'autor de cinc ἀκροάσεις (akroáseis "escolteu") en vers iàmbic, sobre l'expedició de Nicèfor II Focas a Creta el 961.